# マイク・ラリーズ
マイク・ラリーズ（Michael Carter Rallis）はアメリカ合衆国のプロレスラー。ミネソタ州イーダイナ出身。WWEにてリディック・モス（Riddick Moss）のリングネームで所属。

## 来歴

### 学生時代
学生時代はアメリカンフットボールに励み、イーダイナ高校在籍時の2007年にはオフェンシブプレイヤー・オブ・ザ・イヤーを受賞。ミネソタ大学進学後、ディフェンシブラインへと転向し、1年生ながら試合出場機会を得て期待されるが2年生になると足を骨折してシーズンを棒に振った。3年生になるとラインバッカーへと転向。チームの主力へと成長し、4年生時にはチームで3位となる83タックルを決めた。

### WWE
ミネソタ大学卒業後、プロレスラーになる事を志してトレーニングに励み、2013年10月にアメリカのメジャー団体であるWWEとディベロップメント契約を交わし入団。
トレーニング施設であるWWEパフォーマンスセンターにてプロレスの基礎を学び、2014年12月18日、WWEの傘下団体であるNXTのNXT Liveにてディグ・ロウリズ（Digg Rawlis）のリングネームでプロレスラーデビューを飾る。カル・ビショップとタッグを組んでシュート・ネイション（アンジェロ・ドーキンス & ソーヤー・フルトン）と対戦するが敗戦した。
2015年、リングネームをマイケル・カーター（Michael Carter）、そしてマイク・ロウリズ（Mike Rawlis）へと変更。3月14日、NXT Liveにてスティーブ・カトラーとシングルマッチを行いキャリア初勝利を飾った。5月27日、NXTに本名名義であるマイク・ラリーズで初登場し、イライアス・サムソンと組んでダブステップ・カウボーイズ（ブレイク & マーフィー）と対戦するが敗戦した。8月7日、NXT Liveにてリングネームをリディック・モス（Riddick Moss）へと変更。
10月12日、NXTのダスティ・ローデス・タッグトーナメント・クラシックにてティノ・サバテリと組んで出場。TM61（シェイン・ソーン & ニック・ミラー）と対戦。中盤にはサバテリとの連携でソーンにショルダー・ブロックを決めるが、最後にサバテリがTM61の合体技であるサンダー・バレーを喰らい敗戦した。
ケビン・オーエンズを襲撃し、マッドキャップ・モスとして復帰。ハッピーコービンの友人というギミックを演じていたが、レッスルマニア後に解散。

## 得意技
パンチ・ライン
相手と背中合わせになった状態で、相手の首の後ろに右腕を、相手ののど元に左腕を回して相手をネックブリーカーの体勢で抱え込み、勢いをつけて前のめりに倒れこんで相手をひっくり返し、相手の脳天からマットに叩きつける。「変形ネックブリーカー・ドライバー」
裏投げ
フィニッシャー。
走ってから、片腕で相手を持ち上げ叩きつける、変形のロック・ボトム。
パワースラム
フォール・アウェイ・スラム
コーナーへのスピアー
スープレックス
スーパープレックス
ベリー・トゥー・バック・スープレックス
パワーボム
ゴリーボム
エルボー
コーナーにいる相手へ、連続で攻撃することもある。
クローズライン

## 獲得タイトル
WWE
- アンドレ・ザ・ジャイアント・メモリアル・バトルロイヤル : 2022年優勝

## 入場曲
- Three Jokes 現在使用中